# Magic Software Enterprises
Pour les articles homonymes, voir Magic.
Magic Software Enterprises (NASDAQ : MGIC) est un éditeur de logiciels d'envergure internationale présent dans le classement Software 500 de Software Magazine. Son siège social se trouve à Or Yehuda en Israël, tandis que le siège des zones Amérique-Nord et Europe se trouvent respectivement à Laguna Hills en Californie et à Houten aux Pays-Bas.
La société a été fondée en 1983 par ses précédents dirigeants, David Assia et Yaki Dunietz. Ses produits phare sont la plateforme de développement d'applications Magic xpa (anciennement Magic eDeveloper et uniPaaS) et la plateforme d'intégration Magic xpi (anciennement iBOLT). Magic Software Enterprises a la particularité d'avoir été la première entreprise à être cotée à la fois au NASDAQ et à la Bourse de Tel-Aviv (TASE : Tel Aviv Stock Exchange).

## Historique de l'entreprise
Magic Software Enterprises a lancé sur le marché ses outils de développement rapide d'applications (ou RAD : rapid application development) et de déploiement d'applications peu de temps après l'apparition du micro-ordinateur (plus connu par la suite sous le nom de PC). L'approche de Magic Software était alors radicalement différente de celle qui prévalait à l'époque pour la programmation de langages informatiques : plutôt que de coder de manière traditionnelle (c'est-à-dire en entrant des lignes de codes les-unes après les autres, ce qui est plutôt fastidieux), la rupture technologique introduite par Magic Software repose sur un paradigme de développement rapide d'applications, piloté depuis une base de données. Cela évitait également les erreurs de saisie, courantes dans ce genre de cas.
Confrontée par la suite aux profonds changements que connurent les environnements informatiques ainsi qu'au simple besoin de croître, Magic Software adapta sa plateforme de déploiement pour qu'elle prenne en compte le principe de calcul distribué. L'interface fut ainsi adaptée à celle de Windows et les bases de données au langage SQL.
Aujourd'hui encore, uniPaaS v 1.9 supporte différentes plateformes (Windows, Linux, UNIX, i5/OS). Les bases de données supportées incluent Oracle, Microsoft SQL Server (MS-SQL), DB2 et Pervasive ainsi que les pilotes ODBC (Open Database Connectivity) pour les environnements qui requièrent plutôt cette approche (tels que MySQL). Les types de programmes incluent le batch, Client-serveur et Internet. Les possibilités de déploiement incluent le poste fixe, le Client-serveur et Internet.
En 2003, la société lance sa suite d'intégration iBOLT, un EAI (Enterprise Application Integration), basée sur le même principe d'architecture sans génération de code (ce dernier étant précompilé dans le système).
En juin 2008, apparaît uniPaaS, la première plateforme d'applications du marché à proposer la possibilité de développer des RIA (Rich Internet Application) en mode SaaS (Software as a service).

## Produits
- Magic xpa (ex-Magic eDeveloper et uniPaaS) : plateforme de développement rapide d'applications Métier, sans génération de code (il est pré compilé), permettant le déploiement universel (RIA, SaaS, Client-serveur, mobile, HTML 5...) à partir d'un outil unique.

- Magic xpi (ex-iBOLT) : suite d'intégration Métier et Processus ou EAI (Enterprise Application Integration) permettant d’intégrer des applications d'entreprise les-unes avec les autres. Magic xpi repose sur la même architecture que Magic xpa (code précompilé) qui accélère et simplifie l'utilisation (pas de code a générer). Magic xpi permet d'intéger SAP, Salesforce.com, Oracle JD Ewards, Lotus Notes, Microsoft Office, IBM i (AS/400), HL7, Google Apps, etc.